# Villanymotor

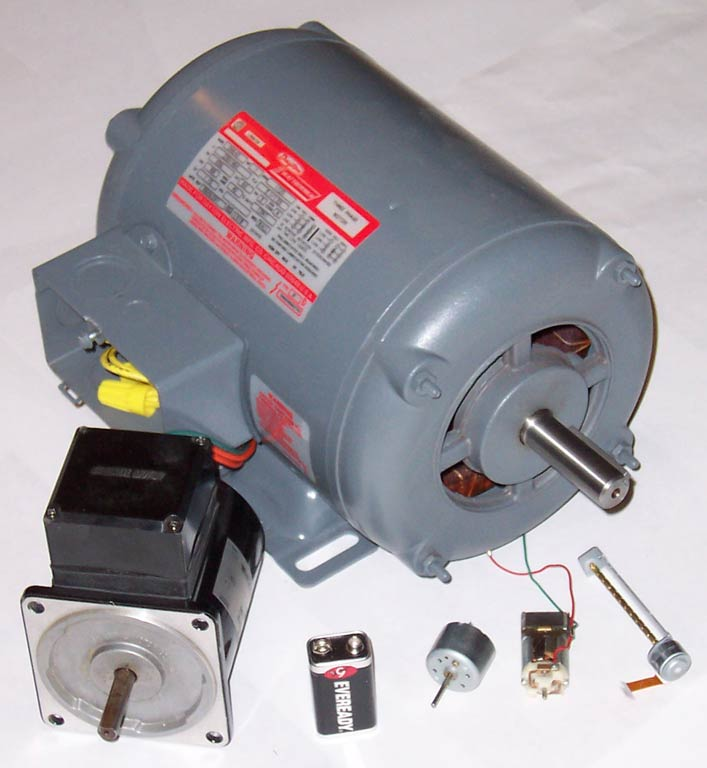
Villanymotorok (a méret jelzésére egy 9 V-os elemmel)

A villanymotor olyan villamos gép, amely az elektromágneses indukció elvén az elektromos áram energiáját mechanikus energiává, általában forgó mozgássá alakítja.

## Villamos hajtások mozgás-nyomaték viszonyai
A  motor tengelyén megjelenő nyomaték és szögsebesség irányától függően négyféle üzemállapot lehetséges. Ezeket a lehetséges állapotokat és a köztük lévő váltásokat a motor villamos és mechanikai tervezésekor figyelembe kell venni. Ennek megfelelően, egy, két, három és négy negyedes hajtásokról beszélhetünk.
Amikor a villanymotor mechanikus energiát állít elő elektromos energia felhasználásával, akkor motorról beszélünk (géptani értelemben „munkagépről”). Ez az I. és III. negyed, amikor a mozgás és nyomaték iránya megegyező. Amikor a villanymotor elektromos energiát állít elő mechanikus energia felhasználásával ("visszatermel" a hálózatra), akkor generátorról beszélünk (géptani értelemben „erőgépről”). Ez a II. és IV. negyed.

## Működése
Ha egy mágneses térben elhelyezett tekercsbe elektromos áramot vezetnek, a benne kialakuló mágneses mező kölcsönhatásba lép az állandó mágnesek közötti mágneses mezővel és elfordítja a tekercset (a motor forgórészét).

## Története
Az elektromos energia mechanikus energiává való átalakítását Michael Faraday angol tudós mutatta be 1821-ben. Az első valódi egyenáramú motort, ami fő három komponenst tartalmaz (forgórész, állórész és kommutátor), Jedlik Ányos készítette 1828-ban. A gyakorlatban is alkalmazhatóvá pedig Werner Siemens német fizikus tette.
A váltóárammal működő indukciós motor működési elvét az olasz Galileo Ferraris találta fel 1885-ben.

## Fajtái
- Egyenáramú gép
  - Kefe nélküli egyenáramú motor
- Aszinkron gép
- Szinkrongép
- Univerzális motor

## Külső hivatkozások

### Magyar nyelven
- Jedlik Ányos motorjának (1830) fényképe a FizKapu honlap FizFotó rovatában
- Jedlik Ányos motorjának másolata működés közben a FizKapu honlap FizFilm rovatában

### Egyéb nyelveken
- Electricity museum: early motors
- Electric Motors and Generators, magyarázatok animációkkal az Új-Dél-Walesi Egyetemtől.
- The Numbers Game: A Primer on Single-Phase A.C. Electric Motor Horsepower Ratings, Kevin S. Brady.
- FRACMO Ltd. DC Electric Motor Guide including definitions to common industry terms
- Theory of DC motor speed control
- International Energy Agency (IEA) 4E Annex concerned with Energy Efficiency in Electric Motor Systems
- Interactive Animation of a 3-Phase AC Electric Motor
- Kinematic Models for Design Digital Library (KMODDL) – Videók és fényképek működő mechanikai rendszerek modelljeinek százairól a Cornell Egyetemtől. Tartalmaz egy e-könyvtárat is mechanikai tervezésről szóló klasszikus szövegekkel.
- How Printed Motors work
- Interactive Java Animation: The Rotating Magnetic Field